# Alexander Campbell (Musiker)
Alexander Campbell (* 22. Februar 1764 in Tabea am Loch Lubnaig; † 15. Mai 1824 in Edinburgh) war ein schottischer Musiker, Schriftsteller sowie Sammler und Bearbeiter schottischer und englischer Volkslieder.

## Leben und Werk
Campbell stammte aus einem Zimmermannselternhaus. Sein Vater starb, als Campbell 11 Jahre alt war. Sein ältester Bruder kümmerte sich um die Familie und vermittelte ihm eine exzellente Musikausbildung. Diese versetzte ihn in die Lage, die Stelle eines Organisten an einer bischöflichen Kapelle in Edinburgh anzutreten. In dieser Zeit erteilte Campbell auch Musikunterricht. Unter seinen Schülern befand sich der Schriftsteller Walter Scott.
Campbell wandte sich schließlich von der Musik ab. Nach einem bald abgebrochenen Medizinstudium an der Universität Edinburgh wandte er sich dem Schreiben zu. Er verfasste hauptsächlich Werke zur Kulturgeschichte Schottlands.
Für Albyn’s Anthology, seine Sammlung von schottischen und englischen Volksliedern, gewährte ihm die Highland Society auf Vermittlung von Walter Scott ein Stipendium. Campbell absolvierte in Schottland und England zwischen elf- und zwölfhundert Meilen für das Zusammentragen von Materialien für diese Volksliedsammlung.
In den letzten Jahren seines Lebens geriet Campbell in große Armut und verdiente seinen Lebensunterhalt durch das Kopieren von Manuskripten für seinen ehemaligen Schüler Walter Scott.

## Publikationen
- Odes and Miscellaneous Poems. Edinburgh 1796.
- An Introduction to the history of poetry in Scotland. Edinburgh 1798.
- A conversation on Scotsh Songs. 1798.
- A Journey from Edinburgh through parts of North Britain. 1802.
- The Grampians Desolate. Gedicht in sechs Büchern. Edinburgh 1804.
- Albyn’s Anthology. Sammlung von schottischen und englischen Volksliedern. 2 Bände. Edinburgh 1816/1818.